# Heiligtumsfahrt Mönchengladbach
Die Heiligtumsfahrt Mönchengladbach findet in einem siebenjährlichen Rhythmus und in enger Anlehnung an die große Heiligtumsfahrt Aachen und die Heiligtumsfahrten Kornelimünster und Maastricht statt.

## Entstehung der Abtei
Die im 11. Jahrhundert entstandene Gründungsgeschichte der Abtei Gladbach erzählt, dass der Kölner Erzbischof Gero und der Benediktinermönch Sandrad im Jahre 974 auf einem bewaldeten Hügel über einem Bach ein Kloster errichteten, welches dem Heiligen Vitus geweiht wurde. Die Wahl des hl. Vitus als Patron war kein Zufall. Er wurde besonders in Sachsen verehrt, zu deren Stamm Gero gehörte. Die Kirche war die Urzelle der Siedlung, die den Namen des Bachs annahm, der zu Füßen der Abtei floss. Im heutigen Ortsnamen Mönchengladbach spiegelt sich sehr deutlich die Geschichte wider. Der zweite Teil des Namens weist auf den glänzenden (=glatt) Bach hin, der erste auf die Benediktinermönche, die ab 974 nach hier kamen.

## Heiligtümer und Heiligtumsfahrt

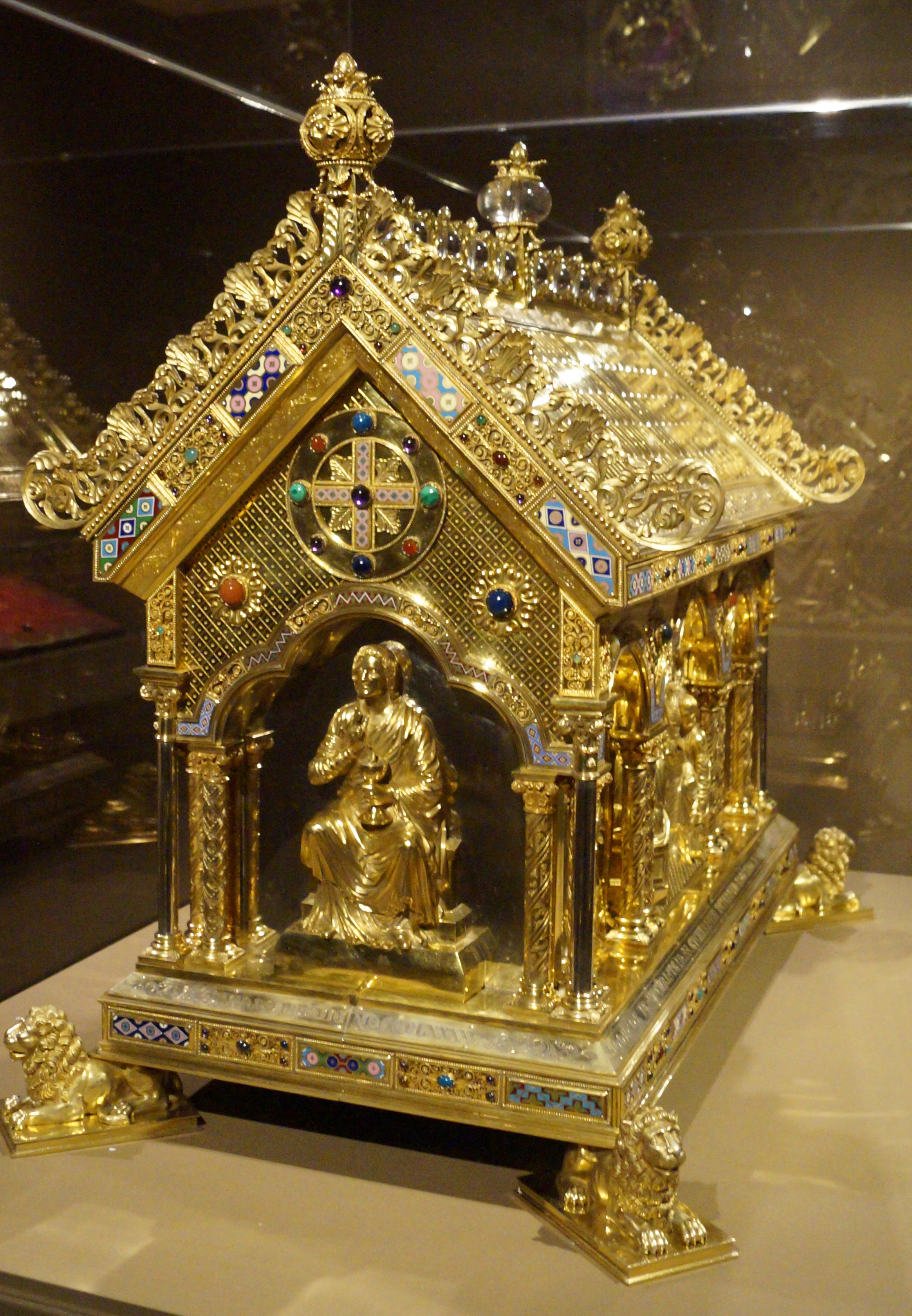
Abendmahlsschrein von 1895

Die Überlieferung beschreibt folgende Begebenheit: Als Gero und Sandrad auf der Suche nach einem geeigneten Ort für die beabsichtigte Klostergründung zu den Ruinen auf den Abteiberg kamen, hörten sie im Inneren des Berges eine Glocke. Sie folgten dem Klang und fanden Reliquien des Heiligen Vitus, Kornelius, Cyprianus, Chrysanthus und der Heiligen Barbara in einem hohlen Stein verborgen. Somit war ihnen bewusst, dass hier die Klostergründung erfolgen sollte. Die Auffindung der Reliquien und das Geschenk der christlichen Reliquie des Abendmahlstuchs waren Anlass für die Heiligtumsfahrt.
Wann und unter welchen Umständen das Stück Tuch in die Abtei Gladbach gelangte, ist heute nicht mehr bekannt. Das Tuch wird erstmals in einem Reliquienverzeichnis aus dem 14. Jahrhundert aufgelistet. Ein weiteres Stück des Tuches mit gleicher Farbe und gleichem Aussehen ist Teil der Reichskleinodien in Wien. Wissenschaftliche Untersuchungen gehen davon aus, dass das Tuch echt ist und auf jeden Fall aus dem ersten Jahrhundert stammt.
In der Schatzkammer befindet sich der Abendmahlsschrein, der als Aufbewahrungstruhe für die christliche Reliquie dient. Dieses Tuch, welches Jesu beim Abendmahl auf den Abendmahlstisch gelegt haben soll, steht im Mittelpunkt der Heiligtumsfahrt, die zunächst jährlich und dann im siebenjährlichen Rhythmus durchgeführt wurde. Zu den Veranstaltungen während der Heiligtumsfahrt wird der Abendmahlsschrein geöffnet und das Abendmahlstuch für die Gläubigen ausgestellt. Die Schreinöffnung wird traditionell durch den Aachener Bischof vorgenommen. Als Begleiter und Zeuge nimmt der Oberbürgermeister der Stadt Mönchengladbach teil, der bei dem Akt die Öffentlichkeit und die Weltlichkeit vertritt.

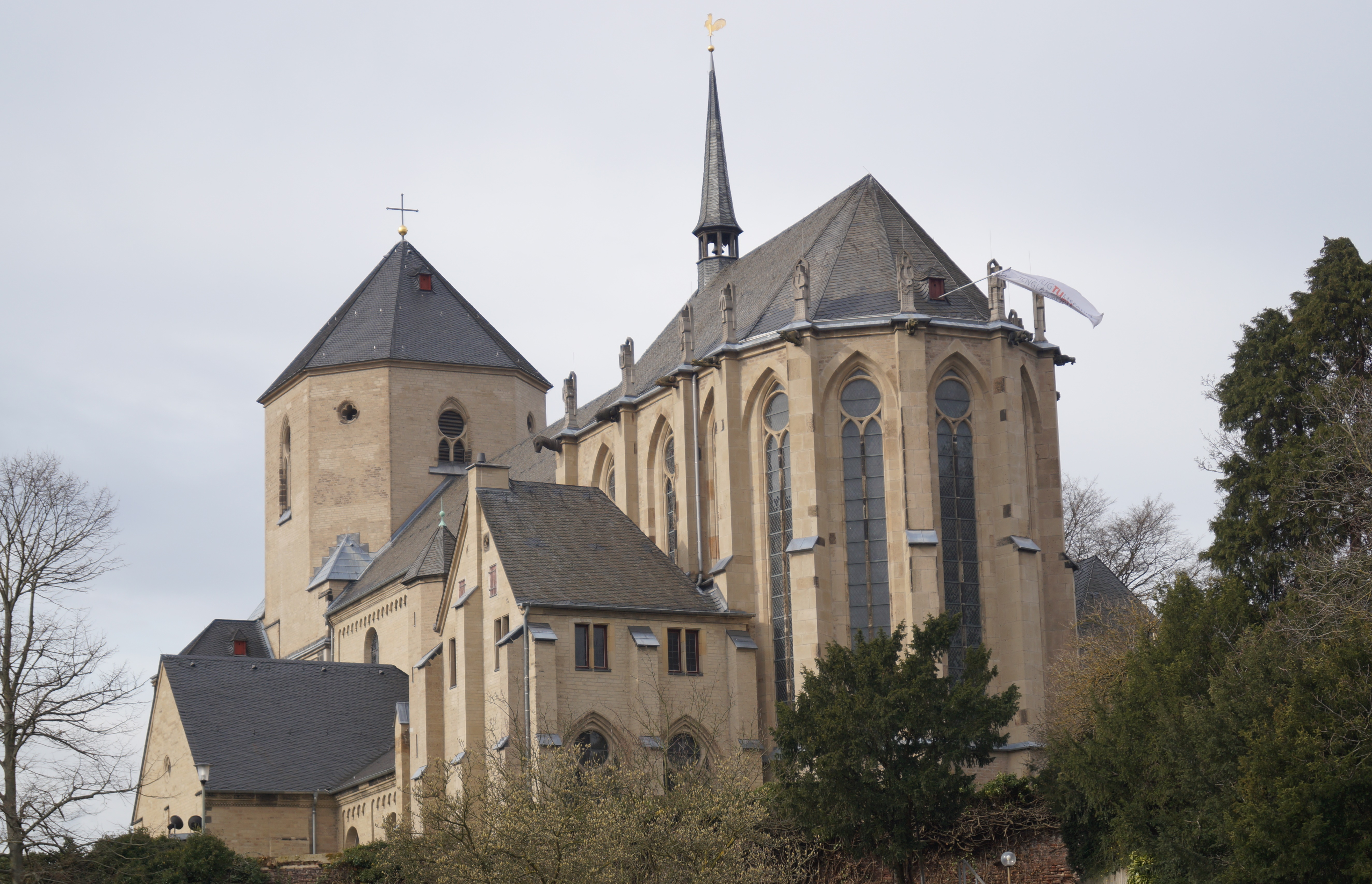
Münster St. Vitus
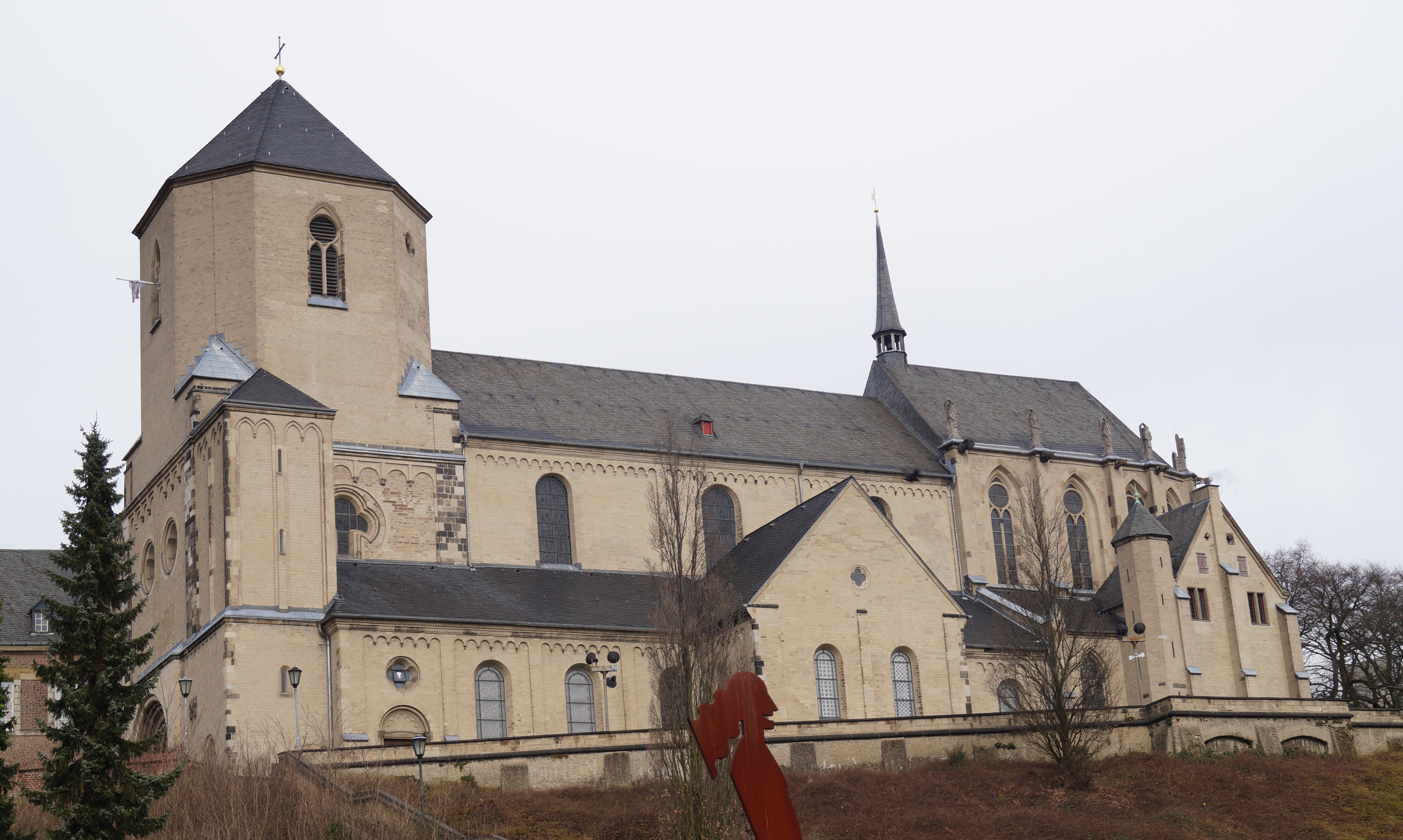
Münsteransicht vom Geroweiher (2014)
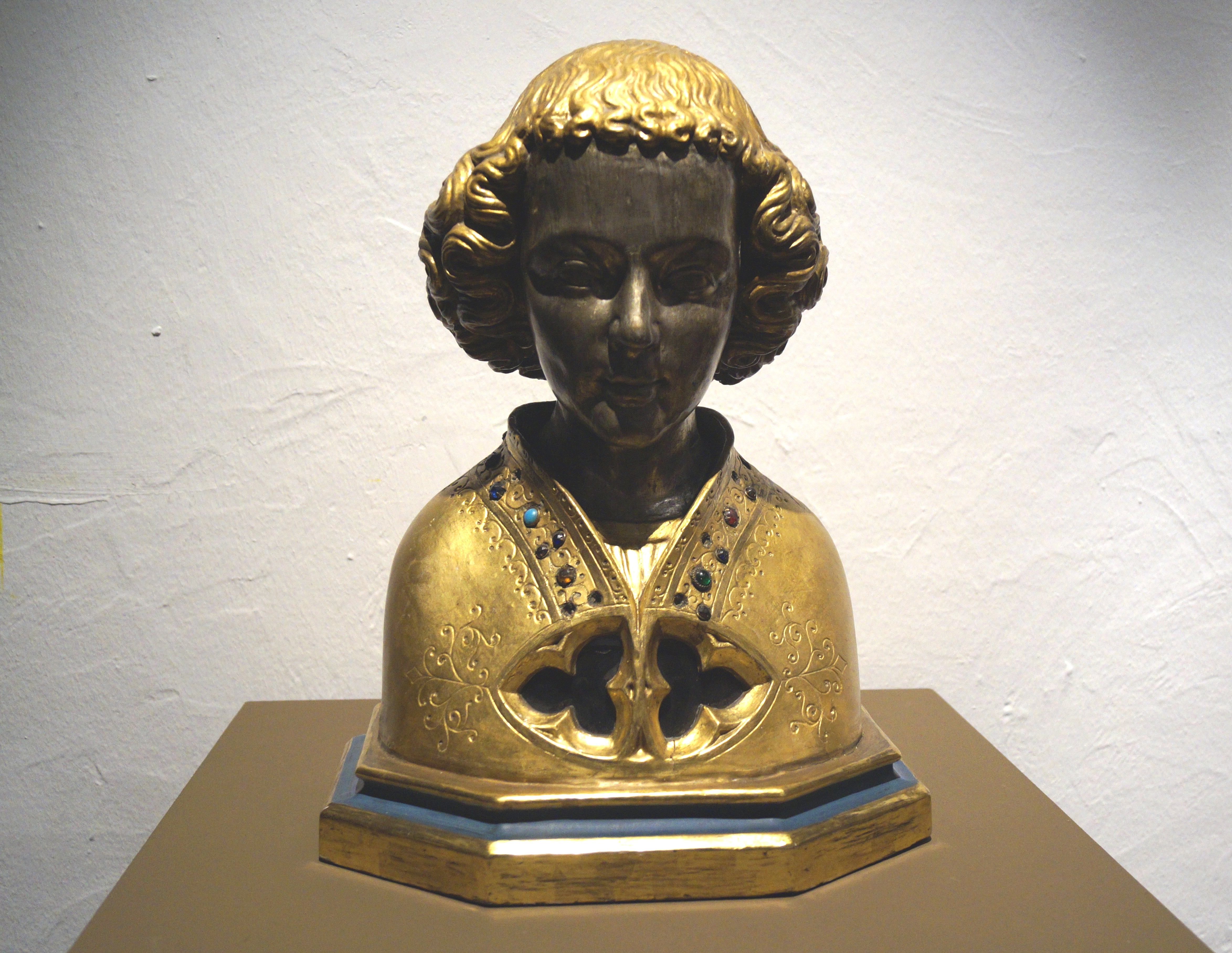
Büstenreliquiar des hl. Vitus (1875)
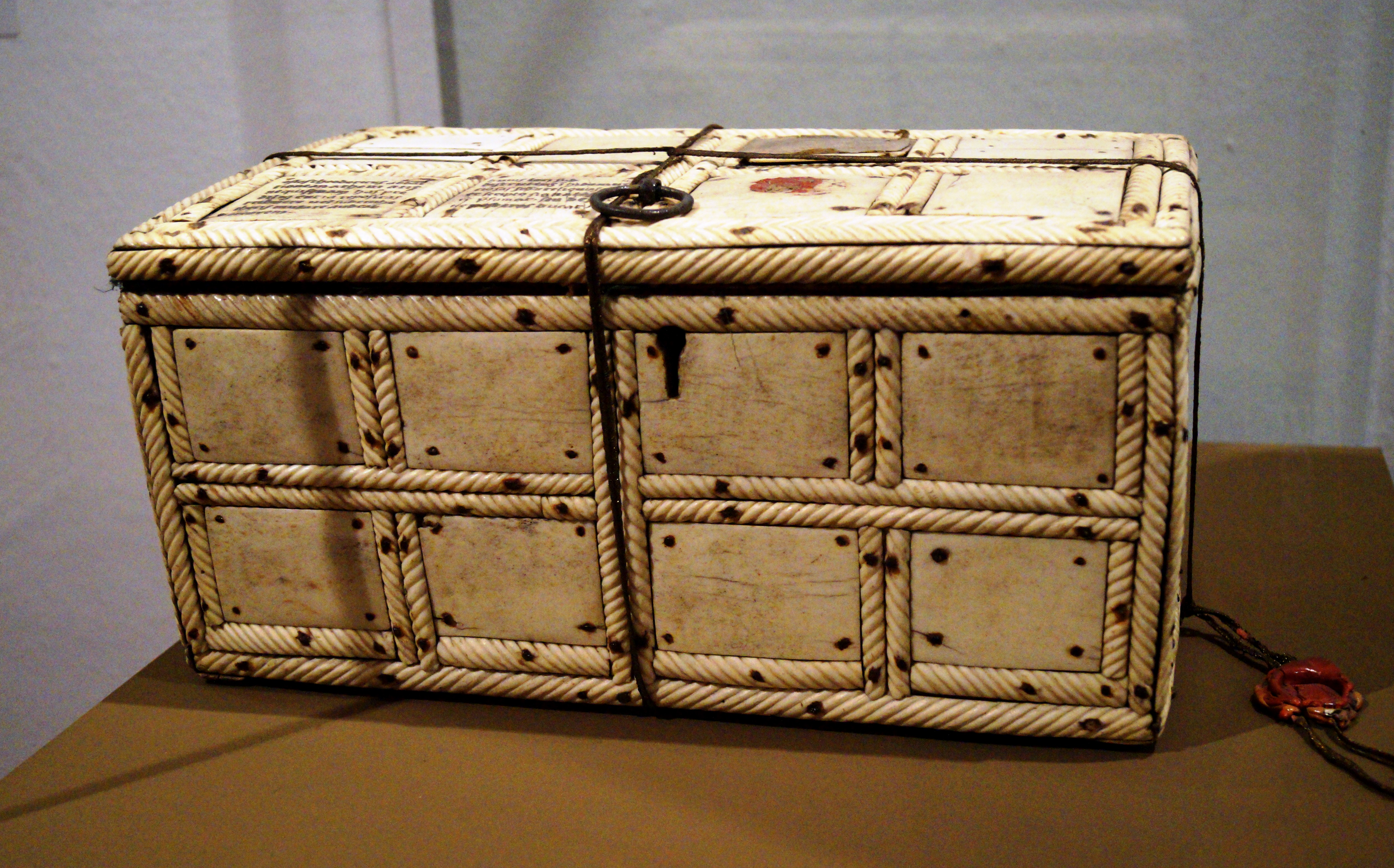
Reliquienkasten Holz/Elfenbein (12.–13. Jh.)
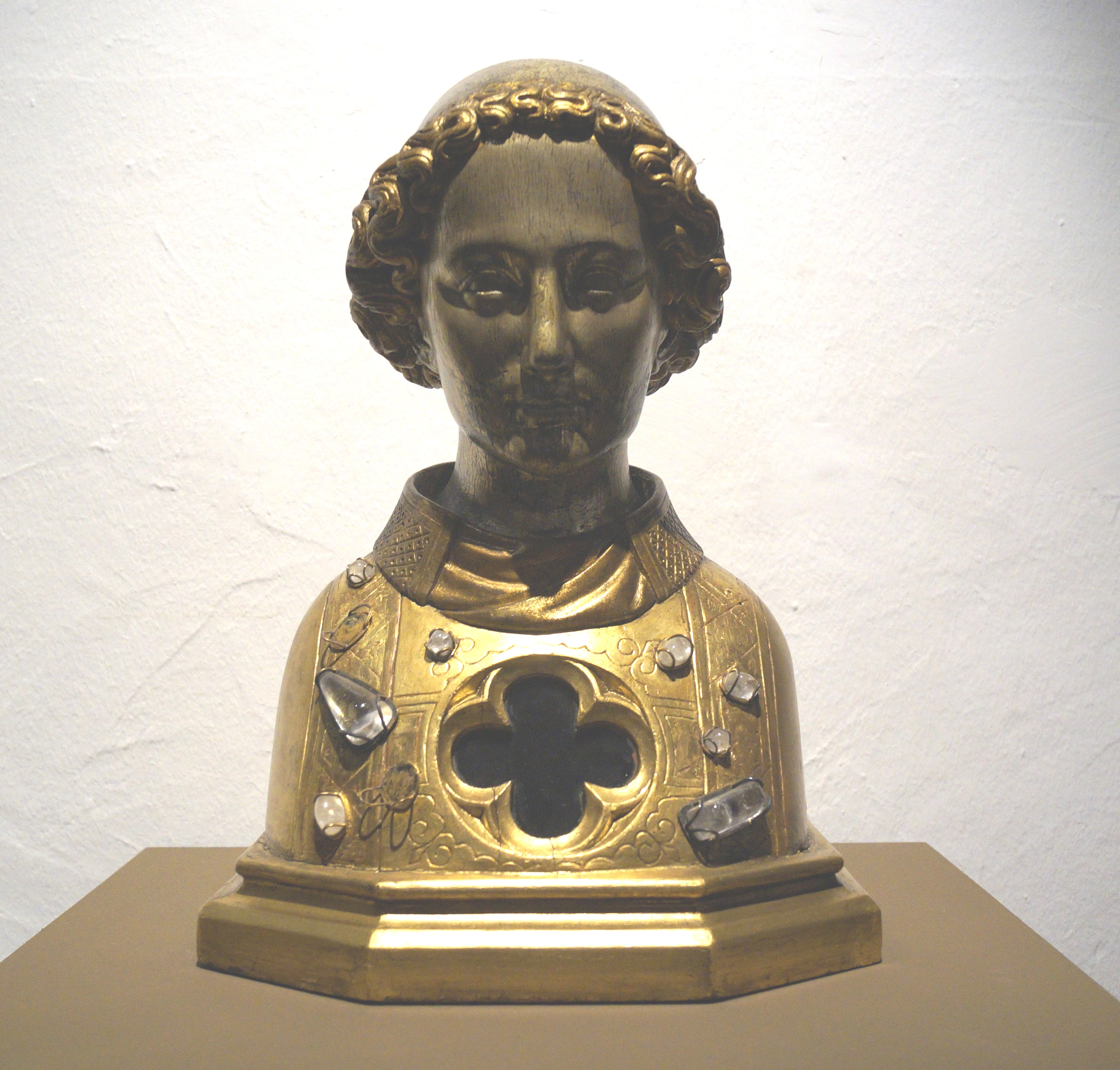
Büstenreliquiar des hl. Stephanus (1875)

### Heiligtumsfahrt 2014
2014 fand wieder eine Heiligtumsfahrt in Mönchengladbach statt. Sie begann mit dem Vitusfest am 13. Juni 2014 und endete an Fronleichnam, dem 19. Juni 2014. Sie stand unter dem Leitwort: "Du deckst mir den Tisch…" (aus Ps 23,5 ).
Die nächste Heiligtumsfahrt in Mönchengladbach soll vom 8. bis 15. Juni 2028 stattfinden.